# Šápúr I.

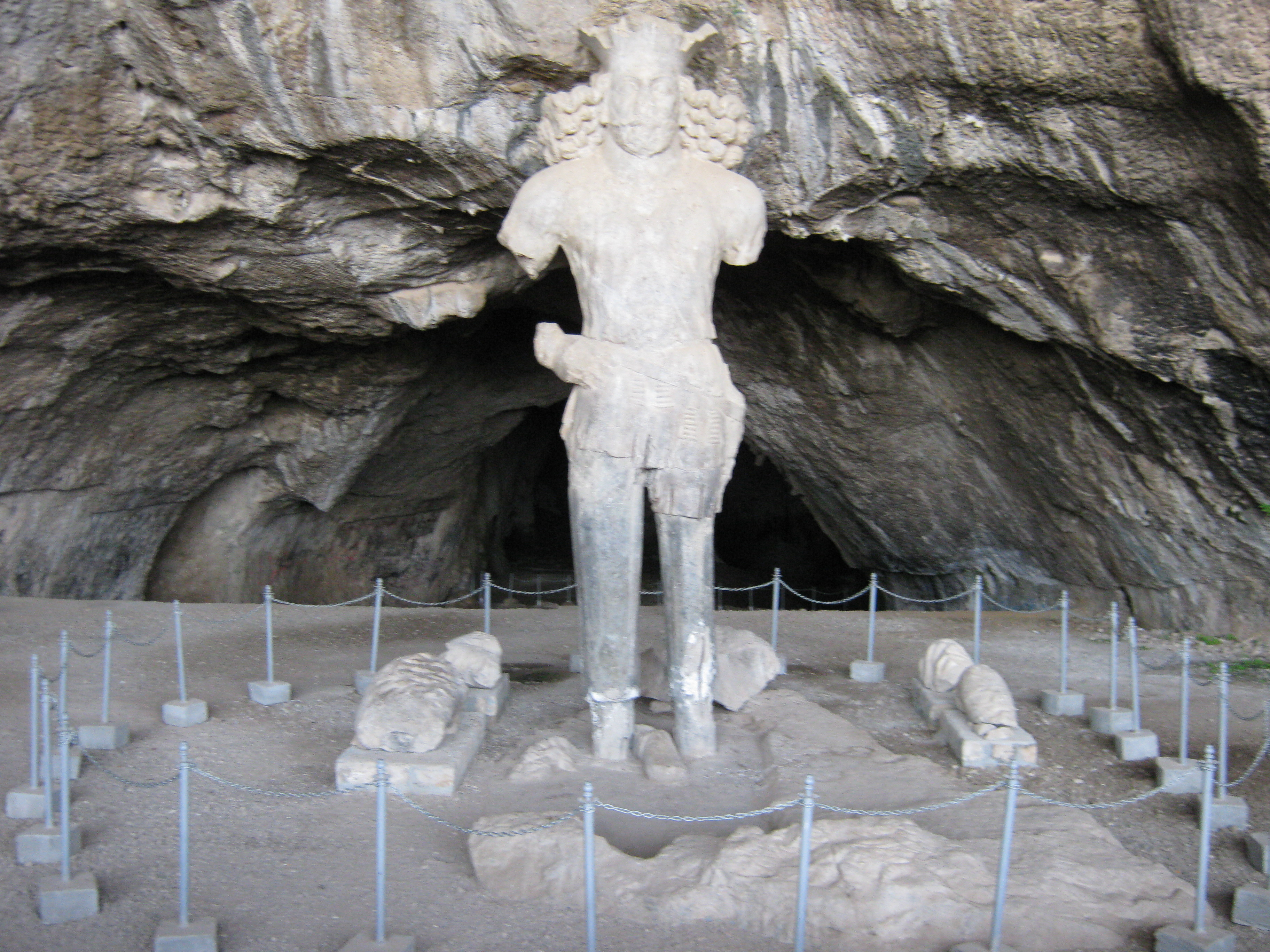
Kolosální sedmimetrová socha Šápúra I. v Kazerunu nedaleko Bišápúru, poražena při invazi Arabů, znovu postavena roku 1957

Šápúr I. (kol. 205 – 271/272) byl perský velkokrál z rodu Sásánovců vládnoucí v letech 240/241 – 271/272. Jeho otcem byl zakladatel novoperské říše Ardašír I. (vládl 224 – 240/241), dědem stachrský král Pápak, který zemřel kolem roku 213.

## Obecná charakteristika
Šápúr I. je znám především svými výbojnými taženími proti římské říši, zaznamenanými na achaimenovské náhrobní věži Ka‘ba-je Zardošt severozápadně od Persepole. Již méně se ví, že Šápúr byl z náboženského hlediska velmi tolerantním panovníkem, ochráncem proroka Máního, a také velkým stavebníkem a zakladatelem měst. Tyto vlastnosti rozhodně neodpovídají obrazu drsného orientálního despoty, jak ho vykreslují soudobé řecko-římské prameny.
Podle pověsti byla Šápúrovou matkou arsakovská princezna, která se prý pokusila otrávit svého manžela a jen náhodou unikla s ještě nenarozeným synem smrti. O králově mládí se toho jinak mnoho neví, vlastně je doložena pouze jeho účast na střetnutí u Óhrmazdakánu (224), kde Ardašír I. získal pro svůj rod korunu krále králů. Někdy se též spekuluje, že Šápúr převzal vladařské povinnosti již za života svého otce, který prý dobrovolně rezignoval na trůn.

## Konfrontace s Římem
Po Ardašírovi Šápúr zdědil válku s Římem, která začala již na počátku třicátých let a změnila se ve vleklý konflikt, tu a tam přerušovaný jakýmsi nepsaným příměřím. Šápúr se rozhodl pokračovat v otcově ofenzívní politice, dobyl již delší čas obléhané město Hatru v severní Mezopotámii a vzápětí musel čelit rozsáhlé intervenci Římanů. Vyneslo mu to sice zprvu územní ztráty, ale roku 243 byl císař Gordianus III. v bitvě u Mišíku (Misiché) poražen a jeho nástupce Philippus Arabs uzavřel s Šápúrem mírovou smlouvu, v níž se zavázal k placení ročního tributu. Šápúr tuto dohodu určitou dobu respektoval, počátkem padesátých let však porušil status quo v Arménii, kde se střetávaly zájmy obou mocností. Nahrávalo mu, že římská říše tehdy procházela obdobím vnitřní nestability, jemuž se zpravidla říká krize ve 3. století.
Králi se poměrně rychle podařilo vyhnat z Arménie krále Tiridata II. (patrně roku 252) a místo něj dosadit na tamní trůn svého syna Hormizda Ardašíra. Potom jeho vojsko napadlo římskou říši přímo, porazilo u Barbalissu v ohbí Eufratu císařské legie a vpadlo do Sýrie. Ve svém nápisu na Ka‘ba-je Zardošt hovoří Šápúr o 37 městech, která „vypálil, zpustošil a vyplenil“. Počet zajatců byl nesmírný, řada z nich křesťanské víry, ale podstatnější pro Šápúra bylo, že získal nové odborníky pro své stavební a technické projekty.
Nejslavnější vojenská výprava proti římské říši však měla teprve proběhnout. V roce 260 se Šápúrova vojska střetla u Edessy s jednotkami císaře Valeriana a Peršanům přitom padl do rukou samotný císař i s prefektem pretoriánů a velkou částí důstojnického sboru. Spolu s jinými zajatci byli deportováni do dnešních provincií Fárs a Chúzistán, kde podle kronikáře Tabarího museli pracovat na stavbě údolní přehrady poblíž Šúštaru (té se potom říkalo „císařská přehrada“). Svůj triumf nechal Šápúr I. znázornit na skalních reliéfech v Bíšápúru, Nakš-e Rustamu a Darábu.

## Závěr vlády
Sklonek Šápúrovy vlády přinesl jednak vojenské porážky od palmýrského vládce Odaenatha (v letech 262–266), jednak králův zřetelný příklon k zarathuštrismu. Neznamenalo to sice narušení náboženské tolerance, nicméně vliv mágů (kněží) začal ponenáhlu stoupat a za Šápúrových nástupců vyvrcholil popravou Máního a pronásledováním jeho přívrženců.
Šápúr, který během své vlády založil města Gundéšápúr, Sadšápúr a Bíšápúr, zemřel v letech 271–272 a svému nástupci Hormizdu I. zanechal posílenou říši, před níž měli sousedé respekt. Vzhledem k vojenským úspěchům na Západě se mu v závěru života opravdu mohlo zdát, že je vládcem světa, „pánem Íránu a Neíránu“, jak pyšně uvádí ve svém nápisu.